# Anne Chris
Anne Chris (Alkmaar, 1977) is een Nederlands zangeres.

## Biografie
In 2003 rondde Chris haar zangstudie af aan het Conservatorium van Amsterdam. In juli van dat jaar debuteerde ze op het North Sea Jazz Festival in Den Haag. In 2004 werd haar debuut-cd Tomorrow is Today uitgebracht door Stichting Jazz Impuls.
In januari 2005 stond Chris in de finale van het Zwolle Jazzvocalisten Concours, en trad ze voor de tweede keer op tijdens het North Sea Jazz Festival. Van 2004 tot 2007 vormde ze, samen met Eva Baggerman en Esmée Bor Stotijn de vocaljazzformatie Sister Bob. In 2006/2007 deed Sister Bob mee aan de Jazz Impuls Tour. Samen met het Rob van Bavel trio waren ze te zien in de Nederlandse theaters.
In 2007/2008 nam ze voor de tweede keer deel aan de Jazz Impuls Tour. Ze zong haar eigen composities, onder begeleiding van het Wim Bronnenberg trio. Tijdens deze tour werd er onder meer opgetreden in het Concertgebouw in Amsterdam.

## Discografie
- 2004 - Tomorrow is Today
- 2010 - Play For Now
- 2014 - Just Kissed The Sun